# Asphalt Nitro
Asphalt Nitro (укр. Асфальт Нітро) — перегонова відеогра 2015 року, розроблена Gameloft Kharkiv та опублікована Gameloft 13 травня 2015 року ексклюзивно для платформи Android (з окремою 2.5D-версією для фічефонів). Спіноф серії Asphalt, здебільшого заснований на грі 2013 року Asphalt 8: Airborne. Перший трейлер вийшов 29 квітня 2015 року.
У 2021 році вийшло продовження, Asphalt Nitro 2, засноване на Asphalt 9: Legends.

## Ігровий процес
У грі наявно 8 режимів:
- Класичний заїзд
- Дуель
- Ліквідація
- Нокдаун
- Зараження
- Дрифт
- Лови
- Утеча

Окрім багатоосібного та кар'єрного режимів, в Asphalt Nitro також з'явився режим швидких одноосібних перегонів. Гравець може грати в будь-який режим з будь-яким автомобілем на будь-яких трасах, але ігрові гроші не будуть зароблятися.
Усього в грі 6 локацій і 16 ігрових треків — Італія, Бразилія, Китай, США (Невада), Альпи, Ісландія.

## Музичний супровід
Asphalt Nitro має 3 пісні: Одна для головного меню і додаткові дві для перегонів. Це оригінальні пісні Gameloft. У старому трейлері використовувалася пісня Chemistry Gontran з гри Asphalt 8: Airborne. У новому трейлері використано власний саундтрек. Пісня головного меню написана DJ Zephyr, відомим як Ентоні Домінґес Флорес.

## Огляди
Станом на 2023 рік гра на Google Play має 4,4 зірки з 5 можливих на основі 1,83 млн відгуків користувачів. Гру завантажено понад 100 млн разів.
Абхіджит Ахаскар з видання Mint стверджує, що гра «хороша, але справжня родзинка полягає в тому, що вона не займає багато місця». Відзначає наявність мікротранзакцій, що можуть прискорити прогрес. Він закінчив огляд тим, що для шанувальників автомобілів проєкт є «справжнім задоволенням».